# Juan Evaristo
Juan León Evaristo (Buenos Aires, 20 giugno 1902 – Buenos Aires, 8 maggio 1978) è stato un calciatore argentino, di ruolo centrocampista.
Anche suo fratello minore Mario è stato calciatore.

## Caratteristiche tecniche
Giocava come mediano destro.

## Palmarès

### Club
- Campionato argentino: 1

Boca Juniors: 1931

### Nazionale
- Campeonato Sudamericano de Football: 2

Perù 1927, Argentina 1929